# Monasterio de San Jerónimo de Buenavista
El monasterio de San Jerónimo de Buenavista se encuentra en el barrio de San Jerónimo de Sevilla, Andalucía, España. Fue fundado en 1414 por fray Diego Martínez de Medina.

## Historia del monasterio
La orden jerónima estuvo muy vinculada con la nobleza castellana, ya que permitían el ingreso de aristócratas laicos. Uno de estos laicos fue el jurista Diego Martínez, que ingresó en el monasterio jerónimo de Guadalupe, en Extremadura. Diego Martínez, con el apoyo del arzobispo Alonso de Ejea y de algunos aristócratas sevillanos simpatizantes de la orden, fundó un convento en unos terrenos al norte de la ciudad el 11 de febrero de 1414. Este monasterio dependió del prior de Guadalupe hasta 1426. Al principio los frailes se alojaron en algunas casas del terreno y habilitaron una de las mismas como capilla. El monasterio se diseñó en estilo gótico flamígero y su construcción se llevó a cabo entre 1414 y 1450. Diego Martínez fue prior hasta su muerte en 1446. Le sucedió su compañero y cofundador, Juan de Medina.
Los jerónimos sevillanos editaron e imprimieron un antifonario en 1491. El recurso a una tecnología tan nueva en aquel entonces, como era la imprenta, fue una consecuencia de su prosperidad y su gran número de miembros. Rodrigo Fernández de Santaella fundó en 1505 el Colegio de Santa María de Jesús y nombró visitador de la institución al prior de Buenavista.
Entre 1477 y 1502 los Reyes Católicos visitaron Sevilla ocho veces. En 1508 y 1511 regresó Fernando el Católico con su segunda esposa, Germana de Foix. Es probable que pernoctaran en este convento de las afueras antes de entrar en la ciudad por la puerta norte, de la Macarena. En 1526 pernoctó en él Carlos I antes de entrar en la ciudad para casarse con Isabel de Portugal, que había llegado a esta urbe días antes. Consta que Carlos I hizo su entrada por la puerta de la Macarena. Felipe II, viniendo desde Córdoba, pernoctó en Buenavista el 30 de abril de 1570 para luego bordear la ciudad y entrar por la puerta de Goles. Felipe IV pernoctó aquí el 29 de febrero de 1624. Es probable que Felipe V, durante su estancia en la ciudad entre 1729 y 1733, visitase este monasterio.
En 1503 Catalina de Ribera fundó el Hospital de las Cinco Llagas. Esta aristócrata encargó la gestión del mismo a los priores del Monasterio de Santa María de las Cuevas, de los cartujos, y a los dos priores jerónimos de los monasterios de Buenavista y San Isidoro del Campo.
Juana de Ayala, fundadora del Convento de Santa María del Socorro, dio en 1522 el patronazgo del convento al prior de Buenavista.
El monasterio gótico fue reformado a mediados del siglo XVI por un arquitecto desconocido, aunque se cree que pudo haber sido Juan de Herrera, que participó también en la construcción del Monasterio de El Escorial. No obstante, las bóvedas parecen haber sido realizadas por Diego de Riaño. Entre las partes reformadas en el XVI se encuentra la torre. Probablemente se trató de un torreón gótico con una espadaña en la parte superior. El actual cuerpo de campanas y las columnas son del siglo XVI.
El arzobispo y académico Diego de Deza se encontraba viviendo en el monasterio de Buenavista cuando falleció en 1523. A partir de 1574 Felipe II decidió que las bulas papales fuesen impresas en Buenavista, ya que si se hubieran impreso en el Monasterio de El Escorial, de los jerónimos, estas deberían haberse traslado con posterioridad a Sevilla para embarcarse hasta las Indias. Los jerónimos instalaron su imprenta en el interior de su convento sevillano y encargaron su gerencia a los maestros impresores Alonso de la Barrera y Hernando Díaz. En el siglo XVI la Casa Grande de San Francisco en Sevilla también poseía una imprenta propia.
Desde su fundación el monasterio fue adquiriendo fincas en la ciudad, sobre todo en la zona intramuros norte. En 1624 el monasterio tuvo que contribuir a la hacienda real de Felipe IV con 45 casas. El conde duque de Olivares propuso a este monasterio la creación de un colegio para sus novicios, pero el proyecto era demasiado caro y los jerónimos rehusaron.

## Los jerónimos en elsigloXVen la provincia
En 1429 otro grupo de jerónimos se instaló en el Monasterio de San Isidoro del Campo, en Santiponce. En 1475 Ana de Santillán, con la ayuda de prior de Buenavista, fundó el convento para monjas jerónimas del Convento de Santa Paula en Sevilla. En 1477 los jerónimos fundaron el desaparecido Monasterio de San Miguel de los Ángeles de Alpechín, en Sanlúcar la Mayor.
En 1477 los jerónimos se instalaron en la Ermita de Santa María de Gracia en Carmona y en 1485 se instalaron en la ermita de Santa María del Valle de Écija.

## Patrimonio procedente del monasterio

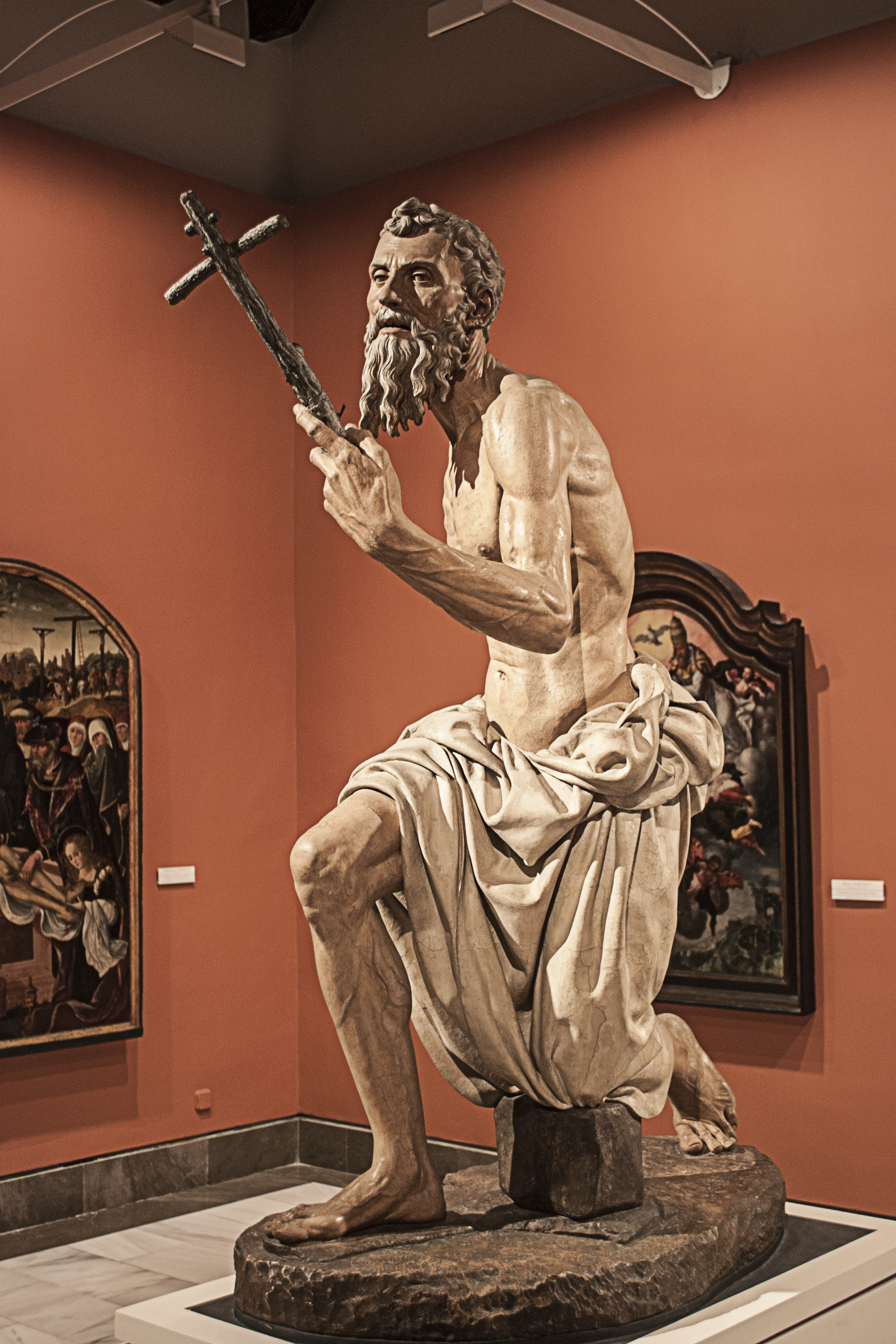
San Jerónimo penitente. Pietro Torrigiano, 1522-1524. Museo de Bellas Artes de Sevilla

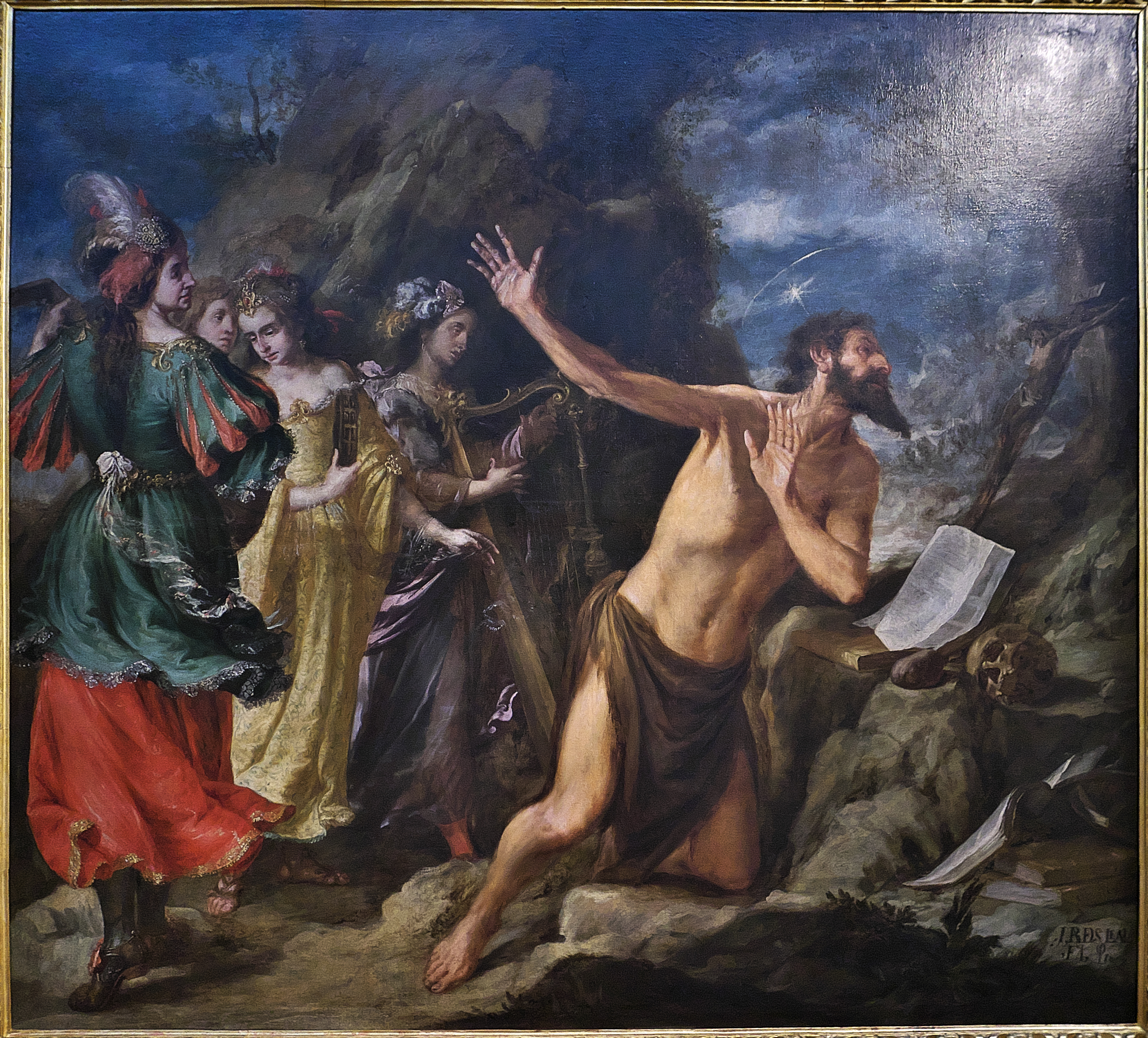
Tentaciones de San Jerónimo, Museo de Bellas Artes de Sevilla

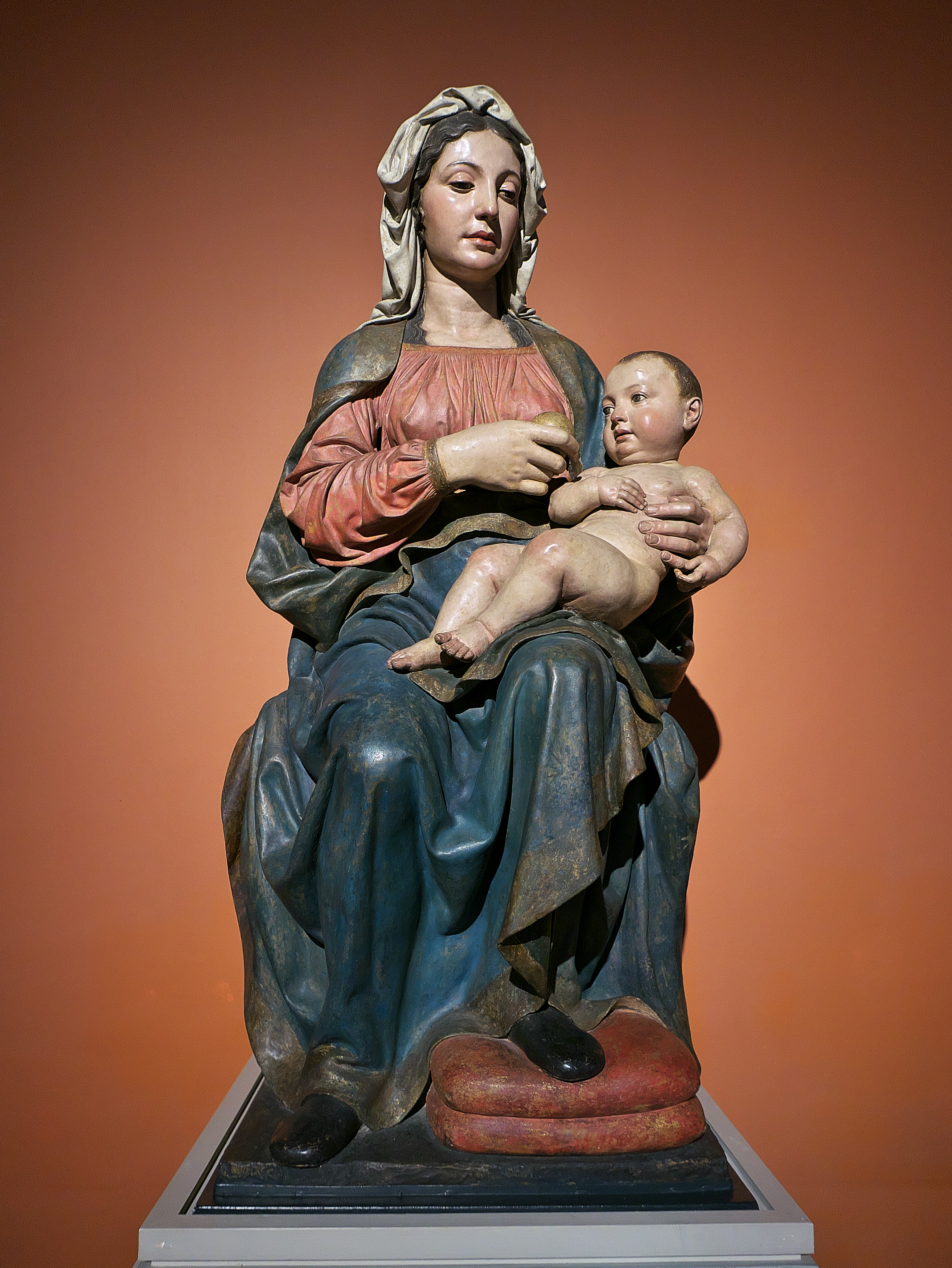
Virgen de Belén, Pietro Torrigiano

### Esculturas
Pietro Torrigiano, entre 1522 y 1524, realizó su San Jerónimo penitente para este monasterio. Esta figura, de terracota policromada, se encuentra en el Museo de Bellas Artes de Sevilla.
Hacia 1525 Torrigiano realizó para este monasterio la Virgen de Belén, que se encuentra en el Museo de Bellas Artes de Sevilla.

### Cuadros
Entre 1656 y 1657 Juan de Valdés Leal realizó los siguientes cuadros con la vida de san Jerónimo y con santos y venerables de la orden para la sacristía del monasterio:
- Bautismo de san Jerónimo. Museo de Bellas Artes de Sevilla.
- Las tentaciones de san Jerónimo. Museo de Bellas Artes de Sevilla.
- La flagelación de san Jerónimo. Museo de Bellas Artes de Sevilla.
- San Jerónimo disputando con los rabinos. Colección Cremer. Dortmund. Alemania.
- San Jerónimo disputando con los doctores paganos. Paradero desconocido.
- Muerte de San Jerónimo. Paradero desconocido.
- San Jerónimo. Museo del Prado. Madrid.
- Santa Paula. Museo de Tessé. Francia.
- Santa Eustaquia. Museo Bowes. Barnard Castle. Reino Unido.
- Fray Pedro Fernández Pecha. Museo de Bellas Artes de Sevilla.
- Fray Pedro Yáñez de Figueroa. Museo de Bellas Artes de Sevilla.
- Fray Alonso Fernández. Museo de Bellas Artes de Sevilla.
- Fray Pedro de Cabañuelas. Museo de Bellas Artes de Sevilla.
- Fray Vasco de Portugal. Galería de Pinturas de los Maestros Antiguos. Dresde. Alemania.
- Fray Alonso de Ocaña. Museo de Grenoble. Francia.
- Fray Juan de Ledesma. Museo de Bellas Artes de Sevilla.
- Fray Diego de Jerez. Museo del Prado. Madrid.
- Fray Hernando de Talavera. Museo de Bellas Artes de Sevilla.

En el siglo XVII el prior de Buenavista le encargó varios cuadros sobre la vida de san Jerónimo a Zurbarán que fueron destinados al Monasterio de Guadalupe. Entre 1639 y 164, Zurbarán mantuvo una estrecha relación con este monasterio y llegó a vivir en una casa propiedad de esta orden en la calle Rosario.
Entre 1770 y 1780 Juan de Espinal realizó 26 cuadros para este monasterio con momentos de la vida de san Jerónimo:
- El nacimiento de san Jerónimo. Iglesia de Omnium Sanctorum. Sevilla.
- San Jerónimo estudiando. Iglesia del Castillo. Aracena.
- San Jerónimo despidiéndose de su familia. Museo de Bellas Artes de Sevilla.
- San Jerónimo visitando las catacumbas. Museo de Bellas Artes de Sevilla.
- Bautismo de san Jerónimo. Museo de Bellas Artes de Sevilla.
- Las tentaciones de san Jerónimo. Iglesia de Omnium Sanctorum. Sevilla.
- San Jerónimo azotado por los ángeles. Iglesia de San Gil. Sevilla.
- San Jerónimo abandonado en el desierto. Iglesia de Omnium Sanctorum. Sevilla.
- Ordenación de san Jerónimo. Iglesia de Omnium Sanctorum. Sevilla.
- El papa Dámaso consultando con san Jerónimo sobre las Sagradas Escrituras. Iglesia de San Roque. Sevilla.
- San Jerónimo hablando a los romanos. Museo de Bellas Artes de Sevilla.
- San Jerónimo hablando a las mujeres romanas. Museo de Bellas Artes de Sevilla.
- San Jerónimo exponiendo la regla de su orden al papa Dámaso. Iglesia de Omnium Sanctorum. Sevilla.
- Imposición del capelo cardenalicio a san Jerónimo. Museo de Bellas Artes de Sevilla.
- San Jerónimo y santa Paula fundado los conventos de Belén. Museo de Bellas Artes de Sevilla.
- San Jerónimo discutiendo con los rabinos. Iglesia de San Gil. Sevilla.
- San Jerónimo traduciendo el Antiguo Testamento. Museo de Bellas Artes de Sevilla.
- San Jerónimo orando ante los santos lugares. Museo de Huelva.
- San Jerónimo embarcando para el destierro. Iglesia del Castillo. Aracena.
- San Jerónimo discutiendo con los herejes. Museo de Bellas Artes de Sevilla.
- San Jerónimo asiste a la muerte de santa Paula. Museo de Bellas Artes de Sevilla.
- San Jerónimo visitando a san Agustín. Iglesia de Omnium Sanctorum. Sevilla.
- San Jerónimo visitando a los monjes de la Tebaida. Museo de Huelva.
- El asalto al monasterio de los monjes de Belén. Iglesia de San Gil. Sevilla.
- La última comunión de san Jerónimo. Museo de Huelva.
- La muerte de san Jerónimo. Iglesia de San Gil. Sevilla.

## Abandono del monasterio
Desde finales de siglo XVII el monasterio experimentó cierto declive. En 1669 había unos 150 frailes, a mediados del siglo XVIII había unos 40 y a comienzos del sigo XIX había solamente una docena. El 18 de agosto de 1808, durante la invasión francesa, se produjo la extinción del clero regular y en febrero de 1810 fue incautado el monasterio y todo lo que contenía. En los años posteriores el convento fue saqueado y arrasado. En 1823 se autorizó a los jerónimos a volver a sus monasterios. Llegaron unos pocos frailes al convento, aunque el estado de la iglesia la hacía inutilizable. Muchos de estos frailes pidieron dispensas y abandonaron el convento. El resto de los frailes, y los objetos de culto que lograron recuperar, fueron a parar al convento de Santa Paula. En 1835 se disolvió la orden jerónima española. Posteriormente el edificio fue usado como lazareto y como colegio. En 1843 Enrique Hodson Cortés lo transformó en una fábrica de vidrio. Posteriormente, se utilizó para almacenamiento porcino hasta bien entrado el siglo XX.
El 27 de agosto de 1964 fue declarado Monumento Histórico-Artístico. En 1966 fue comprado por Carmen Iglesias Zubiada, que hizo algunas reformas y restauraciones en el inmueble para convertirlo en una residencia particular. En 1984 fue adquirido por el Ayuntamiento de Sevilla. En 2015 abrió acondicionado como centro cívico del barrio.